# Всесоюзная промышленная академия Наркомтяжпрома
Промы́шленная акаде́мия (Промакаде́мия) (Всесою́зная промы́шленная акаде́мия НКТП) — учебное заведение в Москве, существовавшее в период с 1925 по 1941 годы в рамках системы ведомственных промышленных академий по отраслям промышленности СССР. 
Промакадемии являлись следующей ступенью образования после рабфаков и были призвана готовить руководящие кадры для промышленности. Это было «учебное заведение для управляющих, для директоров». Первый выпуск состоялся в 1930 году.
Многие представители советской номенклатуры сталинского периода окончили такие академии в 1930-е годы. Официально Промакадемия считалась высшим учебным заведением, но фактически давала образование в объёме средней школы, а также технические знания, необходимые для работы в промышленности. 

## История

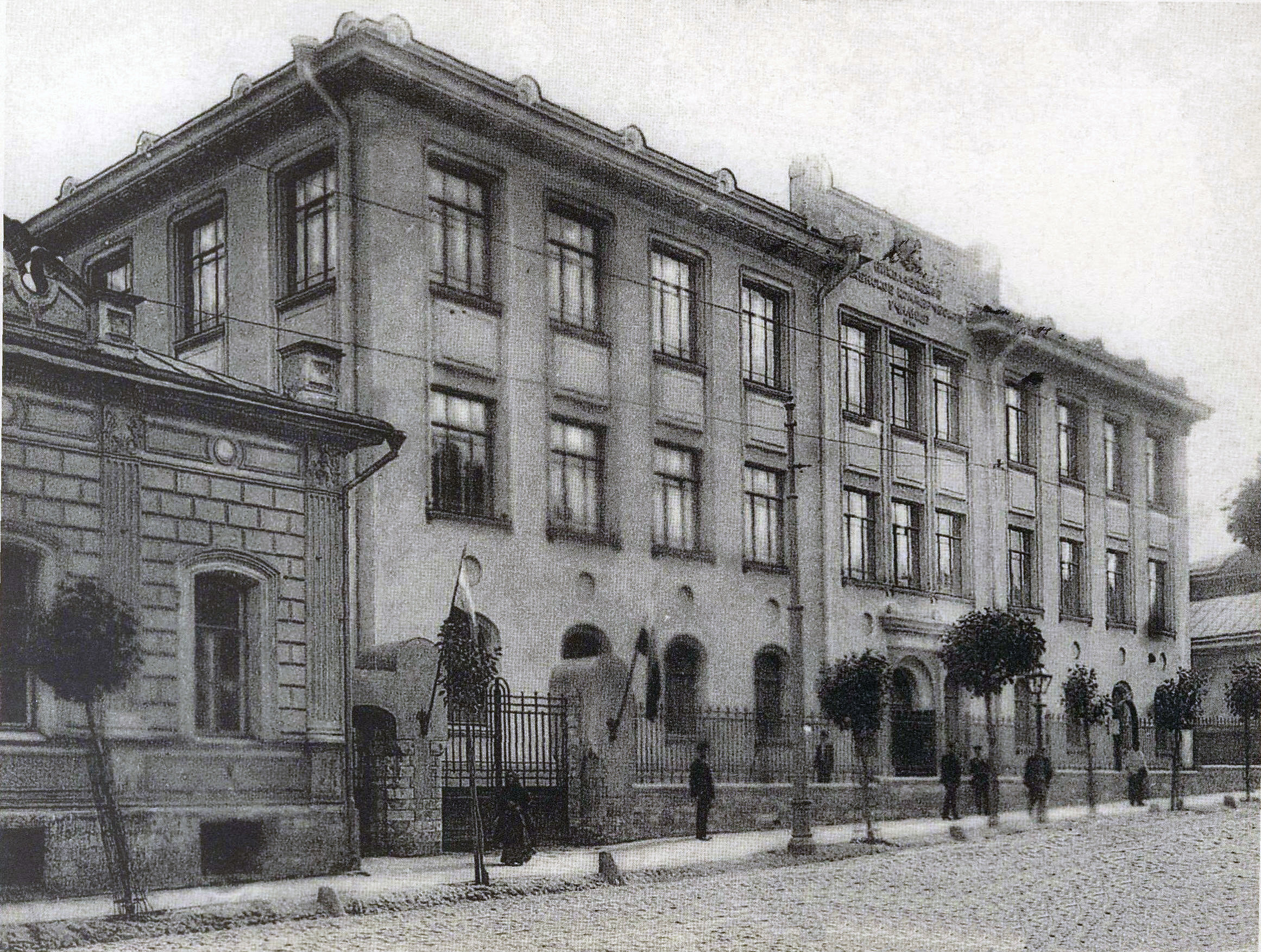
Женский корпус коммерческого училища до перестройки (1906-1914)

Промакадемия НКТП была создана на базе Московского народного открытого университета им. А. Л. Шанявского. В 1927—1928 годах по проекту архитектора С. Е. Чернышёва для Промакадемии было перестроено здание бывшего женского корпуса коммерческого училища на Н. Басманной улице дом 20 с надстройкой дополнительно трёх этажей (впоследствии здание перешло к ФГУП «Центральный научно-исследовательский радиотехнический институт имени академика А. И. Берга»).
Изначально Промакадемия был в структуре ВСНХ СССР. С января 1932 в структуре Наркомтяжмаша.
В разные годы Промакадемия носила имена Л. М. Кагановича, В. М. Молотова и наконец самого И. В. Сталина.
Ликвидирована согласно постановлению ЦК ВКП(б) и Совнаркома Союза ССР от 19 ноября 1940 г. № 2349 «Об академиях наркоматов»:

Центральный Комитет ВКП(б) и Совет Народных Комиссаров Союза ССР отмечают, что академии наркоматов, сыгравшие в свое время положительную роль в деле подготовки руководящих кадров, теперь утратили свое значение в связи с развитием высшего образования в стране и ростом за последние годы кадров, подготовленных через высшие учебные заведения.
Опыт подготовки в академиях наркоматов специалистов с высшим образованием не оправдывает себя, так как значительная часть обучающихся в академиях, имея слабую общеобразовательную подготовку и сравнительно немолодой возраст, не может в течение четырехлетнего срока обучения в академии успешно овладеть знаниями и за среднюю и за высшую школу. В результате этого академии наркоматов, по сравнению с высшими учебными заведениями обычного типа, выпускают менее квалифицированных специалистов. В то же время подготовка специалистов в академиях наркоматов обходится государству значительно дороже, чем подготовка тех же специалистов в высших учебных заведениях.
Исходя из этого Центральный Комитет ВКП(б) и Совет Народных Комиссаров Союза ССР постановляют:
1. Закрыть с 1 января 1941 г. следующие академии наркоматов:
- Всесоюзную промакадемию имени И. В. Сталина, г. Москва;
- Всесоюзную промакадемию черной металлургии имени И. В. Сталина Наркомчермета, г. Харьков;
- Всесоюзную промакадемию машиностроения имени Л. М. Кагановича, г. Москва;
- Всесоюзную промакадемию цветной металлургии Наркомцветмета, г. Свердловск;
- Азербайджанскую промакадемию имени С. М. Кирова Наркомнефти, г. Баку;
- Промакадемию авиационной промышленности Наркомавиапрома, г. Москва;
- Всесоюзную промакадемию имени И. В. Сталина Наркомсудпрома, г. Ленинград;
- Академию гражданского воздушного флота, г. Москва;
- Архангельскую промакадемию лесной промышленности имени В. В. Куйбышева Наркомлеса;
- Факультет руководящих работников при Московском институте связи;
- Всесоюзную промакадемию легкой индустрии имени В. М. Молотова Наркомлегпрома СССР, г. Москва;
- Академию руководящих кадров Наркомхоза РСФСР, г. Москва;
- Ленинградскую академию текстильной промышленности имени С. М. Кирова Наркомтекстиля СССР;
- Всесоюзную академию социалистического земледелия, г. Москва;
- Ивановскую промакадемию имени М. В. Фрунзе Наркомтекстиля СССР;
- Украинскую академию социалистического земледелия Наркомзема СССР, г. Харьков;
- Среднеазиатскую промакадемию легкой промышленности Наркомтекстиля СССР, г. Ташкент;
- Всесоюзную торговую академию Наркомторга СССР, г. Москва;
- Всесоюзную академию пищевой промышленности имени И. В. Сталина Наркомпищепрома СССР, г. Москва;
- Украинскую академию советской торговли Наркомторга СССР, г. Киев;
- Всесоюзную академию мясомолочной промышленности Наркоммясомолпрома СССР, г. Москва;
- Всесоюзную финансовую академию Наркомфина СССР, г. Москва;
- Всесоюзную академию железнодорожного транспорта имени И. В. Сталина, г. Москва;
- Академию водного транспорта Наркомморфлота, г. Ленинград;
- Всесоюзную правовую академию Наркомюста СССР, г. Москва.

<...>
3. Вопрос о студентах закрываемых академий наркоматов решить следующим образом:

а) студентам последнего курса всех академий предоставить возможность закончить к 1 июля 1941 г. курс обучения по программам академий, сохранив за ними на это время существующие стипендии и общежития; 

б) студентам промышленных академий, удовлетворяющим требованиям приема во Всесоюзную школу техников, предоставить право поступления в эту школу;

в) студентам, которые изъявят желание перейти в вузы или техникумы для продолжения своего образования на общих основаниях и окажутся для этого подготовленными, соответствующие наркоматы и Всесоюзный Комитет по Делам Высшей Школы при Совнаркоме СССР обязаны предоставить такую возможность;

г) остальных студентов соответствующие наркоматы обязаны не позднее 15 января 1941 г. направить на работу.
— 

## Директора
- Мостовенко, Павел Николаевич (1925—1927)
- Каменский, Абрам Захарович (1927—1933) (ректор)
- Шейнин, Лев Александрович (1930—1936)
- Зарубин, Георгий Николаевич (1931—1935)
- Лисовский, Моисей Янович (1935—1937)[5]
- Козлов, Григорий Андреевич  (1937—1941)

## Известные преподаватели
- Бурдянский, Иосиф Менделевич — экономист, расстрелян 27 сентября 1938 года по решению ВКВС
- Гальперин, Фёдор Матвеевич
- Елютин, Вячеслав Петрович
- Карлсен, Генрих Георгиевич
- Протопопов, Александр Иванович (1927—1930, проректор, потом заместитель ректора)
- Ринкевич, Сергей Александрович
- Таняев, Александр Петрович
- Чернихов, Яков Георгиевич

## Известные выпускники
- Аллилуева, Надежда Сергеевна — вторая жена И. В. Сталина
- Игнатьев, Семён Денисович — партийный деятель
- Лобанов, Владимир Васильевич — партийный деятель
- Лунев, Константин Фёдорович — генерал-майор КГБ
- Ляндрес, Семён Александрович — советский государственный деятель, отец писателя Юлиана Семёнова
- Рыжов, Никита Семёнович — советский государственный деятель, дипломат
- Смирнов, Павел Васильевич — советский государственный деятель, нарком (министр) мясной и молочной промышленности СССР (1939—1946).
- Стаханов, Алексей Григорьевич — основоположник Стахановского движения
- Гейдаров Назар Гейдарович — советский государственный деятель, Председатель Президиума Верховного Совета Азербайджанской ССР (1949—1954).
- Тюрякулов, Кадир Тюрякулович — советский партийный, государственный деятель, промышленник, экономист.

## Не окончили
- Хрущёв, Никита Сергеевич — Первый секретарь ЦК КПСС (1953—1964)[1]
- Мазай, Макар Никитович — советский металлург, сталевар Мариупольского металлургического завода имени Ильича, рабочий-новатор, зачинатель соревнования за высокие объёмы выплавки стали.